# Zeus (wrestler)
Zeus, pseudonimo di Kenshō Ōbayashi (in giapponese 大林 賢将?; 27 gennaio 1982), è un wrestler giapponese, noto per aver lottato nell'Osaka Pro Wrestling, nella Hustle e nella Pro Wrestling ZERO1.

## Carriera
Debutta nel 2006 nello spettacolo della Osaka Pro Wrestling 2006 Tennozan Final show svoltosi all'IMP Hall.
Tra il 24 luglio 2011 ed il 7 agosto partecipa al Fire Festival della ZERO1, finendo penultimo su cinque lottatori nel blocco A con una vittoria e un incontro finito in draw e dunque non qualificandosi per la finale.
Il 16 settembre vince con Masato Tanaka il titolo NWA International Tag Team.

## Nel wrestling

### Mosse finali e ricorrenti
- Chokeslam
- Jihad (Argentine Backbreaker lift into a side neckbreaker)
- Biceps Explosion (Axe Bomber variation)
- Earthbreak (Super delayed Jackhammer)

### Titoli e riconoscimenti
- Osaka Pro Wrestling
  - OPW Tag Team Championship con GAINA (2 volte) e The Bodyguard
  - Osaka Tag Festival 2008
- Pro Wrestling ZERO1
  - NWA Intercontinental Tag Team Title con Masato Tanaka